# Compagni, cittadini, fratelli, partigiani/Ortodossia II
Compagni, cittadini, fratelli, partigiani/Ortodossia II è una raccolta dei CCCP - Fedeli alla linea pubblicata nel 1988 dall'etichetta discografica Virgin Dischi.

## Descrizione
L'album è una ristampa da parte della Virgin Dischi in CD e musicassetta dei due EP del gruppo pubblicati in vinile nel 1985, Ortodossia II e Compagni, cittadini, fratelli, partigiani. Nel 2008 è stata pubblicata una versione rimasterizzata dal titolo Ortodossia II/Compagni, cittadini, fratelli, partigiani, con le tracce dei due EP invertite.
"Compagni, cittadini, fratelli, partigiani" ripete il primo verso del Per i morti di Reggio Emilia ("Compagno cittadino, fratello partigiano/stringiamoci per mano in questi giorni tristi"), canto popolare dedicato ai manifestanti uccisi dalla polizia a Reggio Emilia durante le proteste contro il governo Tambroni.
Il brano Spara Jurij si riferisce ad un incidente avvenuto il 1º settembre 1983, quando dei caccia sovietici abbatterono un aereo di linea coreano (con 300 civili a bordo) nello spazio aereo russo, credendolo un aereo spia statunitense. Jurij Vladimirovič Andropov, l'allora segretario generale del PCUS, è appunto lo Jurij della canzone.

## Tracce
Edizione 1988
1. Militanz – 1:58
2. Sono come tu mi vuoi – 2:54
3. Morire – 3:20
4. Emilia paranoica – 7:23
5. Live in Pankow – 2:40
6. Mi ami? – 2:47
7. Spara Jurij – 1:58
8. Punk Islam – 6:47

Edizione 2008
1. Live in Pankow – 2:40
2. Mi ami? – 2:47
3. Spara Jurij – 1:58
4. Punk Islam – 6:47
5. Militanz – 1:58
6. Sono come tu mi vuoi – 2:54
7. Morire – 3:20
8. Emilia paranoica – 7:23